# Callistemon
Callistemon es un género de árboles y arbustos de la familia Myrtaceae, llamado comúnmente limpiatubos o limpiabotellas por la forma de su inflorescencia. Conocido también como calistemo. En Venezuela es conocido con el nombre de cepillo. En San Juan, Argentina como cepillito. Comprende 74 especies descritas y de estas, solo 37 aceptadas. Endémicas de Australia y cultivadas en otras partes del mundo por sus flores vistosas.

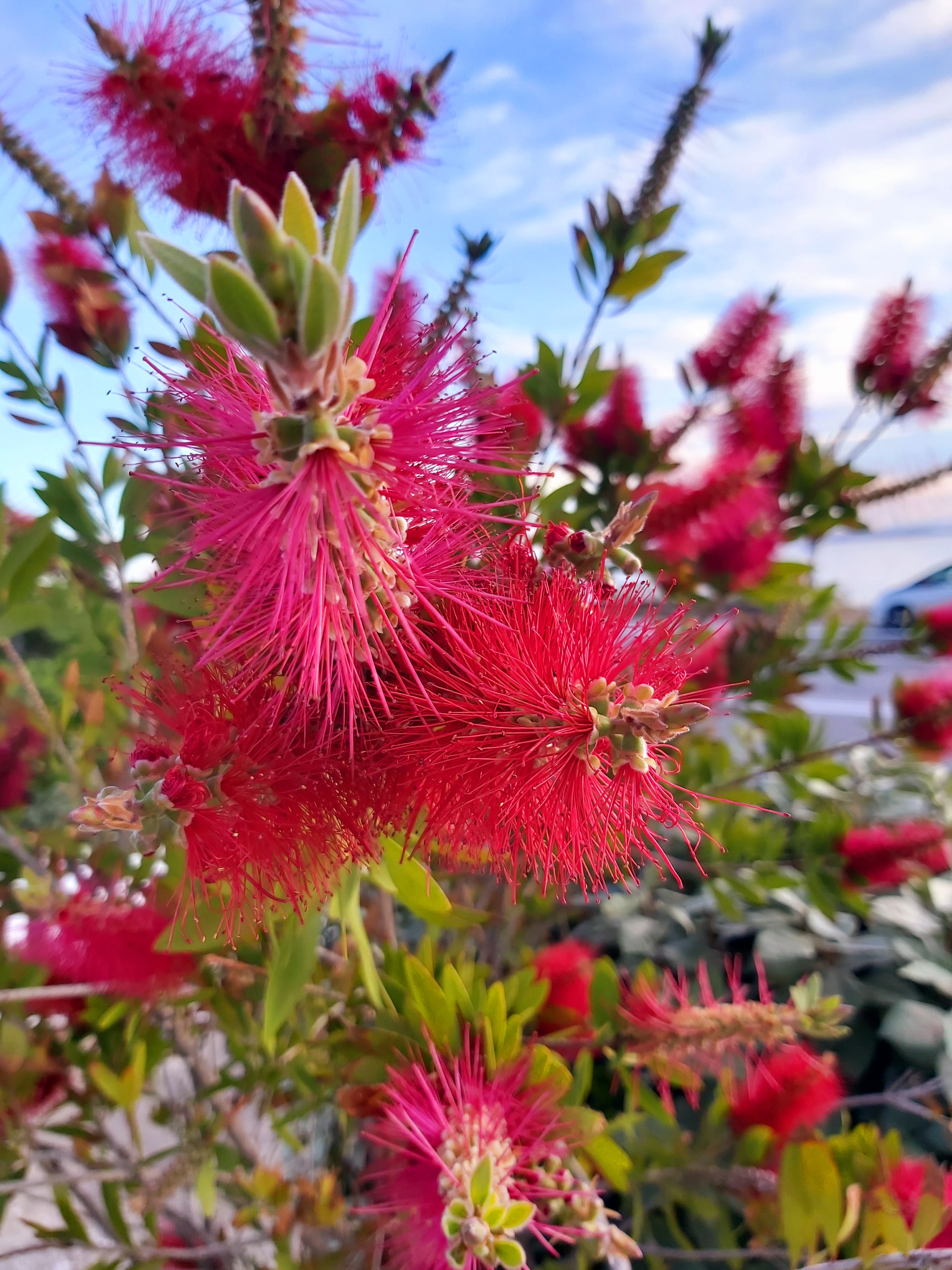

## Descripción
Son árboles o arbustos; con crecimiento joven peloso o tomentoso, los pelos simples. Ramitas teretes. Hojas alternas o dispuestas en espiral, aciculares, lineares, lanceoladas u oblanceoladas, la nervadura pinnada. Inflorescencias terminales, espiciformes, el ápice persistentemente vegetativo. Flores sésiles; hipanto cilíndrico a urceolado, alargándose para formar un tubo corto por encima del ovario; lobos de cáliz 5, caducos; pétalos 5, con o sin una uña corta, amplia; estambres numerosos, en 2 o más verticilos unidos al margen del hipanto, los filamentos libres o fusionados en la base; ovario 3-4 locular; estilo 1. Frutos en cápsulas loculicidas leñosas; semillas numerosas.

## Taxonomía
El género fue descrito por Robert Brown y publicado en A Voyage to Terra Australis 2(App. 3): 547. 1814. La especie tipo es: Callistemon rigidus R.Br.
Etimología
Callistemon: nombre genérico que proviene del griego, y significa de "estambres hermosos", aludiendo a lo espectacular de sus inflorescencias.

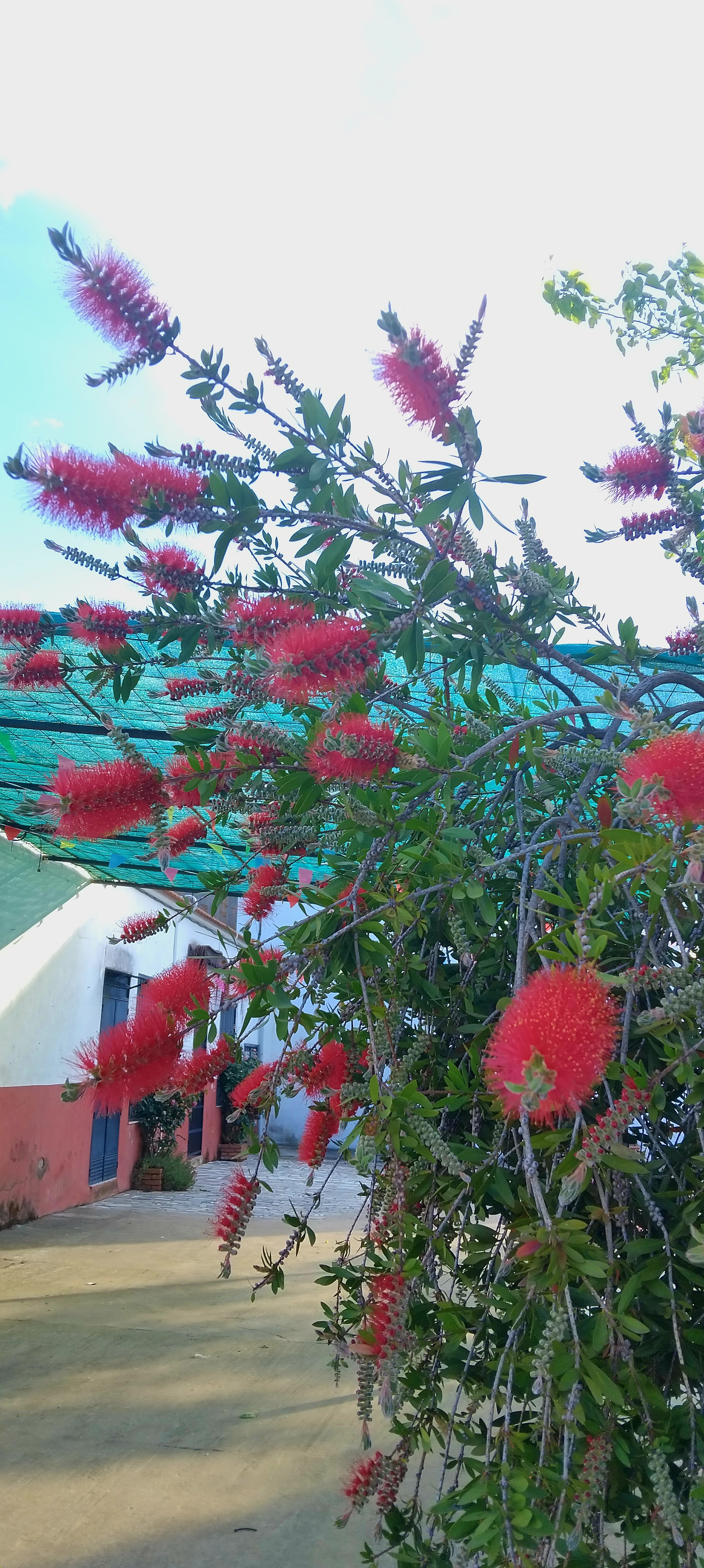
Ejejemplar en Villaralto. Córdoba

## Especies aceptadas
- Callistemon acerosus Tausch
- Callistemon acuminatus Cheel
- Callistemon brachyandrus Lindl.
- Callistemon chisholmii Cheel
- Callistemon citrinus (Curtis) Skeels
- Callistemon coccineus F.Muell.
- Callistemon comboynensis Cheel
- Callistemon flavovirens (Cheel) Cheel
- Callistemon formosus S.T.Blake
- Callistemon forresterae Molyneux
- Callistemon genofluvialis Molyneux
- Callistemon glaucus (Bonpl.) Sweet
- Callistemon kenmorrisonii Molyneux
- Callistemon linearifolius (Link) DC.
- Callistemon linearis Sweet
- Callistemon montanus C.T.White ex S.T.Blake
- Callistemon nervosus Lindl.
- Callistemon nyallingensis Molyneux
- Callistemon pachyphyllus  Cheel
- Callistemon pallidus (Bonpl.) DC.
- Callistemon pauciflorus R.D.Spencer & Lumley
- Callistemon pearsonii R.D.Spencer & Lumley
- Callistemon phoeniceus Lindl.
- Callistemon pinifolius (Wendl.) Sweet
- Callistemon pityoides F.Muell.
- Callistemon polandii F.M.Bailey
- Callistemon pungens Lumley & R.D.Spencer
- Callistemon recurvus R.D.Spencer & Lumley
- Callistemon rigidus R.Br.
- Callistemon rugulosus (Schltdl. ex Link) DC.
- Callistemon salignus (Sm.) Sweet
- Callistemon shiressii Blakely
- Callistemon sieberi DC.
- Callistemon suberosus Brongn. & Gris
- Callistemon subulatus Cheel
- Callistemon viminalis (Sol. ex Gaertn.) G.Don
- Callistemon viridiflorus (Sims) Sweet
- Callistemon wimmerensis Marriott & G.W.Carr